# Lorenzo Carboncini
Lorenzo Carboncini (Empoli, 22 de septiembre de 1976) es un deportista italiano que compitió en remo.
Participó en cuatro Juegos Olímpicos de Verano, entre los años 1996 y 2012, obteniendo una medalla de plata en Sídney 2000, en la prueba de cuatro sin timonel, y el cuarto lugar en Londres 2012 (dos sin timonel).
Ganó once medallas en el Campeonato Mundial de Remo entre los años 1995 y 2011, y dos medallas en el Campeonato Europeo de Remo, en los años 2010 y 2011.

## Palmarés internacional
| Juegos Olímpicos   | Juegos Olímpicos            | Juegos Olímpicos  | Juegos Olímpicos   |
| Año                | Lugar                       | Medalla           | Prueba             |
| ------------------ | --------------------------- | ----------------- | ------------------ |
| 2000               | Sídney (Australia)          | Medalla de plata  | Cuatro sin timonel |
| Campeonato Mundial |                             |                   |                    |
| Año                | Lugar                       | Medalla           | Prueba             |
| 1995               | Tampere (Finlandia)         | Medalla de bronce | Cuatro con timonel |
| 1997               | Aiguebelette (Francia)      | Medalla de plata  | Dos sin timonel    |
| 1998               | Colonia (Alemania)          | Medalla de bronce | Cuatro sin timonel |
| 1999               | St. Catharines (Canadá)     | Medalla de bronce | Cuatro sin timonel |
| 2001               | Lucerna (Suiza)             | Medalla de plata  | Dos con timonel    |
| 2002               | Sevilla (España)            | Medalla de bronce | Cuatro sin timonel |
| 2004               | Bañolas (España)            | Medalla de oro    | Cuatro con timonel |
| 2005               | Kaizu (Japón)               | Medalla de plata  | Ocho con timonel   |
| 2006               | Eton (Reino Unido)          | Medalla de plata  | Ocho con timonel   |
| 2007               | Múnich (Alemania)           | Medalla de plata  | Cuatro sin timonel |
| 2011               | Bled (Eslovenia)            | Medalla de bronce | Dos sin timonel    |
| Campeonato Europeo |                             |                   |                    |
| Año                | Lugar                       | Medalla           | Prueba             |
| 2010               | Montemor-o-Velho (Portugal) | Medalla de plata  | Dos sin timonel    |
| 2011               | Plovdiv (Bulgaria)          | Medalla de plata  | Dos sin timonel    |